# Altán Panorama
Vyhlídkový altán Panorama v Karlových Varech stojí v lázeňských lesích ve stráni Tříkřížového vrchu. Slouží jako vítané místo pro zastavení při výstupu na vyhlídku Tři kříže (554 m n. m.). V dobách, kdy byl kopec ještě odlesněn, nabízel panoramatický výhled na údolí řeky Teplé.

## Historie
Altán má zřejmě velmi dlouhou historii. Podle kronikáře Lenharta nechal karlovarský měšťan Jan Knoll zřídit v roce 1844 pod Třemi kříži park a zábavní místnost. Pro toto místo se vžil název Panorama. Byl tu i zoologický kabinet s preparovanými ptáky. Pravděpodobně tehdy zde byl postaven též altán.

## Popis
Dřevěná stavba ve strání Tříkřížového vrchu (dřívější název Buková hora) je usazena na mohutných západech z kyklopského zdiva. Má osmihranný půdorys a výška dřevěné konstrukce vlastního altánu je skoro pět metrů.
V roce 1958 došlo k opravě, kdy byla položena nová betonová podlaha.
Další, větší oprava v rámci projektu Páralpárty se uskutečnila v roce 1996, kdy se podařilo získat sponzora – firmu Liapor. Tehdy byla zacelena trhlina v základech, vyměněny mnohé shnilé trámy a altán byl nově natřen.

## Zajímavost

### Zámeček
Poblíž altánu se nachází zajímavá budova – Zámeček –, jejíž využití se časem měnilo. Nejprve to mimo jiné byl dům „s červenou lucernou“, o mnoho let později domov důchodců a pak ubytovna pro herce z divadla.
V dnešní době (únor 2020) je stavba ve velmi špatném stavu (podle ČÚZK je bytový dům na adrese U Tří křížů 655/2, parc. č. 1338, ve vlastnictví pražské akciové společnosti CALUMA).